# Nam – Bắc triều (Việt Nam)

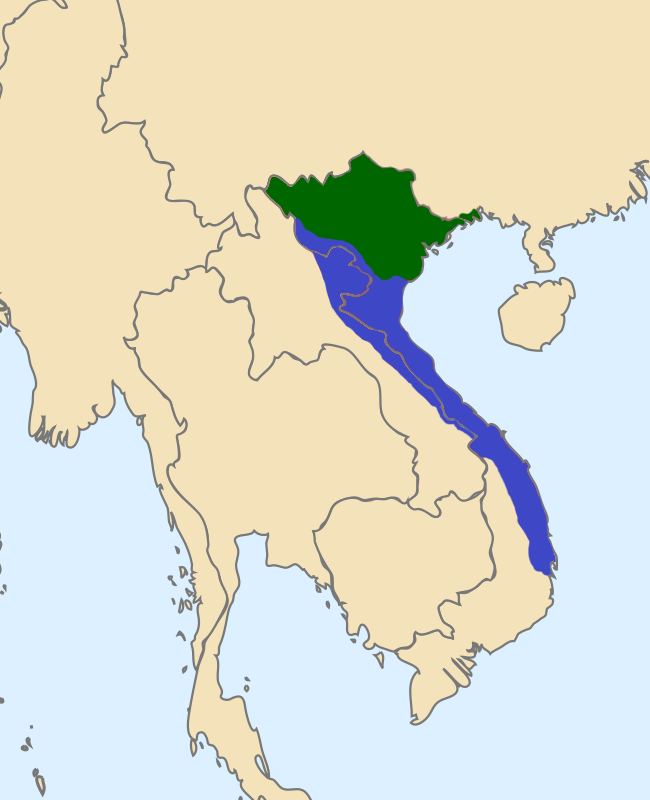
Nam-Bắc triều

Nam – Bắc triều (chữ Hán: 南北朝；1533–1593) là tên gọi của khoảng thời gian nhà Mạc cầm quyền ở tại Thăng Long, gọi là Bắc triều và nhà Hậu Lê bắt đầu trung hưng, chiếm được vùng đất từ Thanh Hóa trở vào Nam, gọi là Nam triều. Thời Nam – Bắc triều kéo dài từ năm 1533 khi Nguyễn Kim mượn danh nghĩa phò vua Lê Trang Tông chiếm được Tây Giai (Thanh Hóa), cho tới năm 1593 khi nhà Mạc mất.
Tàn quân nhà Mạc chạy lên mạn Bắc và được nhà Minh can thiệp cho ở đất Cao Bằng.

## Hình thành
Sang đầu thế kỷ 16, nhà Hậu Lê bắt đầu suy yếu. Tướng Mạc Đăng Dung đứng ra trấn áp các cuộc nổi dậy bên ngoài, nắm lấy quyền hành triều Lê. Sau đó, ông đánh dẹp các lực lượng chống đối và đến năm 1527 thì được phong làm Thái sư An Hưng vương. Không lâu sau, ông phế truất Lê Cung Hoàng, lập ra nhà Mạc.
Các lực lượng thân nhà Lê chưa bị loại bỏ hết. Sau khi Trịnh Ngung và Trịnh Ngang cầu viện nhà Minh không thành và hoàng thân Lê Ý khởi binh thất bại năm 1531, Hữu vệ điện tiền tướng quân An Thanh hầu Nguyễn Kim tiếp tục tập hợp lực lượng chống Mạc.
Năm 1529, Nguyễn Kim bỏ chạy vào miền núi Thanh Hóa và sang Ai Lao (Lào). Năm 1533, Nguyễn Kim tìm lập một người dòng dõi nhà Lê là Lê Ninh đưa lên ngôi trên đất Sầm Châu (Ai Lao), tức là vua Lê Trang Tông. Nhà vua lấy Nguyễn Kim làm Thái sư Hưng quốc công trông coi mọi việc trong nước.
Từ khi Trang Tông lên ngôi, nhiều sĩ phu, tướng lĩnh bắt đầu tập hợp bên Nguyễn Kim để chống nhà Mạc.
Sau nhiều lần tổ chức tấn công về Đại Việt không thành công, tới năm 1539, Thái sư Nguyễn Kim chiếm được huyện Lôi Dương ở Thanh Hóa; sang năm sau tiến vào Nghệ An. Nhà Hậu Lê bắt đầu xác lập chỗ đứng trở lại trên lãnh thổ Đại Việt.

## Chiến tranh
Năm 1545, Nguyễn Kim bị hàng tướng Trung Hậu hầu Dương Chấp Nhất đầu độc giết chết. Con rể Nguyễn Kim là Đại tướng quân Dực quận công Trịnh Kiểm được Lê Trang Tông phong làm Thái sư Lượng quốc công, nắm quyền quân quốc trọng sự.
Năm 1546, Mạc Hiến Tông chết, con là Phúc Nguyên còn nhỏ lên thay, tức là Mạc Tuyên Tông, chú là Khiêm Vương Mạc Kính Điển làm phụ chính. Bắc triều xảy ra biến loạn do bất đồng trong việc chọn người thừa kế nghiệp. Tướng Phạm Tử Nghi muốn lập con Mạc Thái Tổ là Hoằng Vương Mạc Chính Trung đã trưởng thành nhưng không được nên cùng Chính Trung khởi binh nổi loạn. Mạc Kính Điển phải vất vả đối phó tới năm 1551 mới dẹp được.
Cùng lúc, do mâu thuẫn với sủng thần Phạm Dao, thái tể Lê Bá Ly cùng thông gia Nguyễn Thiến mang gia quyến gồm một loạt tướng sĩ vào Thanh Hóa hàng nhà Lê. Nhà Mạc chỉ còn dựa vào một số tướng lĩnh trung thành như Mạc Kính Điển, Nguyễn Kính và trụ vững trước các đợt tấn công của Nam triều.
Nhân sự tổn thất lực lượng của Bắc triều, Nam triều chiếm lại được Thanh Hóa và Nghệ An. Năm 1572, sau khi tướng Nam triều là Nguyễn Hoàng chiếm được Thuận Hóa, nhà Mạc mất hẳn phía nam và chỉ còn kiểm soát Bắc Bộ.
Sau đó Nam triều cũng xảy ra biến loạn. Trịnh Kiểm mất (1570), hai con Tuấn Đức hầu Trịnh Cối và Phúc Lương hầu Trịnh Tùng tranh ngôi. Trịnh Tùng khống chế được vua Lê Anh Tông; Trịnh Cối yếu thế sang hàng nhà Mạc. Vua Anh Tông phong Trịnh Tùng làm Thái uý Trường quốc công, quản lĩnh việc quân quốc của Nam triều.
Trong suốt những năm 1545-1580 là giai đoạn hai bên giằng co, chiến sự nổ ra chủ yếu tại Sơn Nam, Ninh Bình, Thanh Hóa - Nghệ An. Hai bên khi được khi thua. Ngoài vai trò của người phụ chính như Mạc Kính Điển và cha con Trịnh Kiểm, Trịnh Tùng, cuộc chiến đã nổi lên tên tuổi các danh tướng Nguyễn Quyện phía Bắc triều và Hoàng Đình Ái, Nguyễn Hữu Liêu phía Nam triều.
Tháng 10 năm 1580, Mạc Kính Điển mất, em là Mạc Đôn Nhượng lên thay làm phụ chính. Lực lượng quân đội nhà Mạc suy yếu đi nhiều vì thiếu đi người chỉ huy có tầm cỡ và uy tín. Mạc Mậu Hợp từ nhỏ lên ngôi, khi lớn vẫn dựa vào các hoàng thân phụ chính, không chú trọng việc chính sự. Uy thế quân Mạc suy sút nhiều và thường bị thua trận.
Đầu năm 1592, Trịnh Tùng thúc quân tổng tiến công ra bắc. Quân Mạc đại bại, chết rất nhiều. Cuối năm 1592, Trịnh Tùng lại tiến đánh Thăng Long. Cha con Mạc Mậu Hợp và Mạc Toàn thua chạy rồi lần lượt bị bắt và bị hành hình.
Bắc triều chấm dứt. Nhà Hậu Lê chiếm lại được Thăng Long, việc trung hưng hoàn thành. Họ Mạc chạy lên Cao Bằng và cát cứ tới năm 1677.

## Kinh tế
Xem thêm: Thủ công nghiệp Đại Việt thời Mạc, Thương mại Đại Việt thời Mạc, Nông nghiệp Đại Việt thời Mạc, Tiền tệ Đại Việt thời Nam Bắc triều

### Ảnh hưởng từ cuộc chiến
Chiến tranh tàn khốc kéo dài 60 năm, kinh tế bị ảnh hưởng tiêu cực. Tình hình nông nghiệp khá ảm đạm. Ruộng đất công xã ngày càng thu hẹp lại, các triều đình bị chiến tranh chi phối không quản lý tốt được đất đai, do đó một phần không nhỏ đất chuyển sang sở hữu tư nhân. Sự biến đổi trong quan hệ ruộng đất ở nông thôn phần nào tạo điều kiện cho nông nghiệp phát triển tự do hơn. Điều đó tạo ra tác động tích cực đối với nền kinh tế hàng hóa theo chiều hướng mở rộng.
Cũng vì chiến tranh, nhà Mạc áp dụng chế độ lộc điền khác với thời Hậu Lê. Các vua Mạc ít dành lộc điền cho quan lại mà đối tượng được hưởng chủ yếu là binh lính để khuyến khích họ chiến đấu cho triều đình. Lộc điền chủ yếu lấy từ nguồn ruộng công ở các làng xã và ruộng chùa, diện tích khoảng vài chục vạn mẫu.
Phía nam, nền sản xuất nông nghiệp của Nam triều còn phải đối phó với nhiều thiên tai liên miên. Chính quyền Lê-Trịnh mới tạm dùng những biện pháp tình thế để khuyến khích khôi phục nghề nông nhằm phục vụ chiến tranh chứ chưa có điều kiện hoạch định những chính sách lớn có tác dụng thúc đẩy phát triển nông nghiệp lâu dài và bền vững.

### Tư duy kinh tế
So với nhà Hậu Lê, nhà Mạc có tư duy kinh tế cởi mở hơn, trên nhiều lĩnh vực kinh tế. Trong nông nghiệp, chế độ tư hữu ruộng đất thời Mạc có điều kiện phát triển tự do. Việc mua bán đất đai tư nhân rất phổ biến và triều đình không đề ra biện pháp hạn chế hay cấm đoán nào.
Cách đối xử với thợ thủ công của nhà Mạc khác nhiều với nhà Lê: nhà Mạc có sự tôn trọng họ và do đó họ có vị trí nhất định trong xã hội. Dù chiến tranh Nam – Bắc triều kéo dài, các chợ chạm khắc đá vẫn di chuyển đến nhiều địa bàn hành nghề trên các vùng đất do nhà Mạc quản lý.
Tương tự với thương mại, nhà Mạc chủ trương không "ức thương" hay "bế quan tỏa cảng" như nhà Hậu Lê. Ngoại thương Bắc triều có những bước chuyển biến tích cực, các sản phẩm thủ công nghiệp đã vươn sang thị trường các quốc gia châu Á.

## Văn học, giáo dục
Xem thêm: Văn học đời Mạc, Giáo dục khoa cử thời Mạc
Văn hoá Đại Việt thế kỷ 16 chia làm 2 bộ phận:
- Những tác giả theo nhà Mạc và bộ phận văn học này đóng vai trò chủ đạo[7].
- Những tác giả trung thành với nhà Lê, theo Lê chống Mạc hoặc chán thế sự và sống ẩn dật.

Có một bộ phận sĩ phu biểu hiện sự trăn trở giữa con đường theo phe nào trong cuộc nội chiến Lê Mạc, hoặc ẩn dật an nhàn. Những tác giả lớn thời kỳ này có Nguyễn Bỉnh Khiêm, Giáp Hải, Nguyễn Dữ, Dương Văn An. Tác phẩm "Bạch Vân thi tập" của Nguyễn Bỉnh Khiêm chính là tác phẩm chữ Hán quán xuyến từ đầu đến cuối tư tưởng an nhàn của nhà Nho trước vấn đề thời cuộc.
Trong giáo dục khoa cử, nhà Mạc cũng như nhà Hậu Lê, vẫn dùng Nho giáo làm tư tưởng chính thống trong việc thể chế hoá các chính sách cai trị và xây dựng bộ máy triều đình. Mặc dù chiến tranh xảy ra liên miên, Bắc triều vẫn duy trì việc thi cử đều đặn 3 năm một lần. Từ năm 1529 thời Mạc Thái Tổ đến năm 1592 thời Mạc Mậu Hợp, nhà Mạc đã tổ chức 22 khoa thi, lấy đỗ 485 tiến sĩ, trong đó có 13 trạng nguyên. Thậm chí kỳ thi cuối cùng của nhà Mạc năm 1592 diễn ra bên bờ bắc sông Hồng trong hoàn cảnh Thăng Long bị quân Nam triều uy hiếp dữ dội.
Trong khi đó, nhà Lê từ khi trung hưng mãi tới năm 1554 mới mở Chế khoa (do các khoa thi từ năm 1580 về trước có ban học vị như định lệ nhưng chưa thi Đình nên gọi là Chế khoa). Từ thời Lê Thế Tông, việc thi cử mới bắt đầu đi vào quy củ và tới năm 1580 các kỳ thi Hội mới được khôi phục theo lệ 3 năm một lần. Từ năm 1554 tới năm 1592 nhà Lê chỉ có 7 kỳ thi, lấy đỗ 5 tiến sĩ.

## Tôn giáo, tín ngưỡng
Xem thêm: Tôn giáo tín ngưỡng thời Mạc
Không chỉ cởi mở về mặt kinh tế, nhà Mạc có sự cởi mở cả về mặt tư tưởng. Khác với sự độc tôn Nho giáo của nhà Hậu Lê, nhà Mạc tuy dùng Nho giáo làm tư tưởng cai trị nhưng không hạn chế Phật giáo và Đạo giáo. Nhiều chùa được Bắc triều xây cất và tu bổ.
Đạo Thiên chúa đã cố gắng rao giảng tôn giáo của mình vào Đại Việt thời Nam Bắc triều nhưng chưa thu được thành tựu. Các giáo sĩ phương Tây bắt đầu lén tiếp cận Đại Việt thực hiện truyền đạo vào các năm 1533 tại Giao Thủy (Nam Định) ở Bắc triều, năm 1580 tại Quảng Nam thuộc Nam triều. Tới năm 1583 dù được Mạc Mậu Hợp cho phép truyền giáo nhưng công việc của các giáo sĩ không đạt kết quả do bất đồng ngôn ngữ.

## Vua Nam–Bắc triều
- Nhà Lê trung hưng#Các vua nhà Lê trung hưng
- Nhà Mạc#Thế phả vua Mạc